# Кокс, Джейкоб Долсон
Джейкоб Долсон Кокс (англ. Jacob Dolson Cox; 27 октября 1828, Монреаль, Квебек — 4 августа 1900, Глостер, штат Массачусетс) — американский политический деятель. 28—й губернатор штата Огайо в 1866—1868 годах. Занимал пост министра внутренних дел США в 1869—1870 годах. Член Палаты представителей Конгресса США в 1877—1879 годах.
Кокс родилась в Канаде американским родителям. Он женился в 1849 году на Хелен Финни. У пары было восемь детей. Кокс изучал богословие в колледже Оберлин. Затем он изучал право и начал в 1853 году свою карьеру в качестве юриста в штате Огайо. Он был членом Сената штата в 1859—1860 годах.
Кокс участвовал в Гражданской войне в США в составе армии северных штатов и дослужился до чина генерал-майора. Он командовал дивизией Потомакской армии и кратковременно IX корпусом. Победил демократа Джорджа Моргана на губернаторских выборах 1865 года. Республиканцы в Огайо не выдвигали его для переизбрания но новый срок. Его преемником в 1868 году стал Ратерфорд Хейс.
Президент США Улисс Грант назначил Кокса в 1869 году министром внутренних дел. Он ушёл в отставку в следующем году в знак протеста против коррупции в политической системе, его преемником стал Коламбус Делано. Кокс был в 1876 году избран в Палату представителей. Он не выдвигал свою кандидатуру для переизбрания на выборах в Конгресс в 1878 году.
Кокс по вероисповеданию был пресвитерианином. Его могила находится на кладбище Спринг Гроув в Цинциннати.